# Inge Morath
Ingeborg „Inge“ Morath (* 27. Mai 1923 in Graz; † 30. Jänner 2002 in New York City) war eine österreichische Fotografin.

## Leben und Wirken
Die Tochter des Naturwissenschaftlers Edgar Mörath und der Mathilde Wiesler zog mit ihren Eltern in den 1930er Jahren, bedingt durch deren Berufstätigkeit, zunächst nach Darmstadt und später nach Berlin. Bevor sie dort zum Studium der Romanistik und Sprachwissenschaften zugelassen wurde, leistete sie einen einjährigen sozialen Einsatz an einem Kindergarten in einem Berliner Arbeiterbezirk. Morath konnte gerade noch ihr Staatsexamen ablegen, bevor sie für einen „kriegswichtigen“ Betrieb in Berlin-Tempelhof arbeitsverpflichtet wurde. Infolge eines Bombenangriffs auf den Betrieb schloss sich Morath einem Flüchtlingszug nach Österreich an, wo sie unter Mühen ihr Elternhaus wiederfand. Sie arbeitete zunächst als Journalistin in Salzburg, wo seit 2008 auch ein Platz nach ihr benannt ist, sowie danach in Wien. Unterstützt vom Fotografen Ernst Haas konnte sie 1949 nach Paris übersiedeln, wo sie für die Fotoagentur Magnum Texte erstellte. Dort lernte Morath die Faszination der Fotografie kennen. 1951 beschloss sie ihre Fotografie-Ausbildung in London mit einem Praktikum bei Simon Guttmann.
Ab 1953 arbeitete sie für Magnum, außerdem für Zeitschriften wie Vogue und Paris Match. Schon bald wurde sie auch selbstständig tätig. Ausstellungen in vielen bedeutenden Museen und Galerien belegen ihre weltweite Bedeutung. Morath war die erste Frau, die in den legendären und bis dahin rein männlichen Kreis der Fotoagentur Magnum aufgenommen wurde.
Morath reiste viel und lebte zeitweilig in New York City. Um die Rolle ihres favorisierten Mentors wetteiferten Henri Cartier-Bresson und Gjon Mili. Von 1962 bis zu ihrem Tod war sie mit dem Schriftsteller Arthur Miller verheiratet, den sie bei den Dreharbeiten zum Film Misfits mit dessen damaliger Ehefrau Marilyn Monroe kennengelernt hatte. Auch mit Miller unternahm sie etliche Reisen, die zu immer neuen Büchern mit ihren Fotos führten. Daneben entstanden zahlreiche Auftragsarbeiten für Agenturen, Zeitschriften und Verlage. Ihre gemeinsame Tochter Rebecca Miller (* 1962) ist Malerin, Drehbuch-Autorin und Film-Regisseurin. Der Sohn Daniel (* 1966) wurde mit Down-Syndrom geboren, was das Ehepaar geheim hielt.

## Werke (Auswahl)

### Bücher als Alleinautorin
- De La Perse A L'Iran, Delpire 1980
- Der liebe Augustin – Photos aus Wien, Luzern 1981
- Portraits, New York 1986
- Photographs 1952–92, 1992
- Donau, 1995
- Arthur Miller, Mailand 1999
- Regensburg, Regensburg 2000
- Saul Steinberg, New York 2000
- Reno, Steidl Verlag, Göttingen 2006
- Iran, Steidl Verlag, Göttingen 2009

### Bücher gemeinsam mit anderen Autoren/Fotografen
- Guerre à la tristesse (mit Dominque Aubier, herausgegeben von Robert Delpire), Paris 1955
- Persien (Text von Edouard Sablier), Zürich 1960
- In Russland (mit Arthur Miller), Luzern/Frankfurt 1974
- Salzburg - An Artist's View (mit Othmar Thormann und Verena von Gagern), 1991, Salzburg: Edition Fotohof im Otto Müller Verlag.
- Women to Women (mit Eve Arnold), Tokyo 1996
- Spanien in den fünfziger Jahren (herausgegeben von Batuz Foundation Sachsen), Altzella 2000
- New York (herausgegeben von Kurt Kaindl), Salzburg 2002
- Durch Österreich, gemeinsam mit Karl-Markus Gauß, Salzburg: FOTOHOF edition, 2005
- Weiterhin veröffentlichte sie zahlreiche Beiträge in Anthologien, Sammelbänden und Ausstellungskatalogen.

### Ausstellungen (Auswahl)
| - 1964 Inge Morath: Photographs, Gallery 104, Art Institute of Chicago, Illinois, USA. - 1979 Inge Morath: Photographs of China, Grand Rapids Art Museum, Michigan, USA. - 1984 Salesman in Beijing, Hong Kong Theatre Festival. - 1988 Retrospective, Union of Photojournalists, Moskau, Russland; Sala del Canal Museum, Madrid, Spanien; Rupertinum Museum, Salzburg, Österreich. - 1989 Portraits, Burden Gallery, Aperture Foundation, New York, New York, USA; Norwich Cathedral, Norwich, UK; American Cultural Center, Brüssel, Belgien. - 1991 Portraits, Kolbe Museum Berlin, Deutschland; Rupertinum Museum Salzburg, Österreich - 1992/94 Retrospective, Neue Galerie Linz, Österreich; America House, Frankfurt, Deutschland; Hardenberg Gallery, Velbert, Deutschland; Galerie *Fotogramma, Mailand, Italien; Royal Photographic Society, Bath, UK; Smith Gallery and Museum, Stirling, UK; America House, Berlin, Deutschland; *Hradcin Gallery, Prag, Tschechische Republik. - 1994 Spain in the fifties, Spanish Institute, New York, USA - 1995 Spain in the fifties, Museo de Arte Contemporaneo, Madrid, Spanien; Museo de Navarra, Pamplona, Spanien. - 1996 Inge Morath: Danube, Neues Schauspielhaus, Berlin, Deutschland; Leica Gallery, New York, USA; Galeria Fotoforum, Bolzano, Italien. - 1996 Women to Women, Takashimaya Gallery, Tokio, Japan - 1997 Photographs 1950s to 1990s, Tokyo Museum of Photography, Tokio, Japan - 1997 Inge Morath: Danube, Keczkemet Museum, Esztergom Museum, Ungarn - 1997 Retrospective Kunsthal, Rotterdam, Niederlande. | - 1998 Celebrating 75 Years Leica Gallery, New York, USA. - 1998 Retrospective, Edinburgh Festival, Edinburgh, UK; Museum of Photography in Charleroi, Belgien; Municipal Gallery, Pamplona, Spanien. - 1998 Inge Morath: Danube, Festival of Central European Culture, London, UK; Museen der Stadt Regensburg, Regensburg, Deutschland. - 1999 Spain in the Fifties, Museo del Cabilde, Montevideo, Uruguay. - 1999 Retrospective, Kunsthalle Wien, Österreich; FNAC Etoile, Paris, Frankreich; FNAC, Barcelona, Spanien. - 2002 Inge Morath: New York, Galerie Fotohof, Salzburg, Österreich; Stadt Passau, Europäische Wochen, Deutschland; ESWE Forum, Wiesbaden; Esther Woerdehoff Galerie, Paris, Frankreich; Amerikahaus Tübingen, Deutschland. - 2002 Inge Morath: Danube, City Gallery of Russe, Russe, Bulgarien. - 2003 Exposition, Henri Cartier-Bresson Foundation, Paris, Frankreich. - 2004 Inge Morath: Chinese Encounters, Pingyao International Photography Festival, Pingyao, China. - 2004 Inge Morath: The Road to Reno, Chicago Cultural Center, Illinois, USA. - 2008 Well Disposed and Trying to See: Inge Morath and Arthur Miller in China, University of Michigan Art Museum, Ann Arbor, USA. - 2018 Inge Morath Aus einem fotografischen Kosmos. - 2019 La vita, la fotografia - Inge Morath, Retrospektive, Casa dei Carraresi, Treviso, Italien. - 2022 Homage, Kunstfoyer München - 2023 anlässlich ihres 100. Geburtstags in Salzburg: im Museum der Moderne, Rupertinum Maske und Gesicht. Inge Morath und Saul Steinberg (Februar - Juni) & imFOTOHOF Wo ich Farbe sehe (Mai - Juni) |

## Filme
- Sabine Eckhard: Copyright by Inge Morath. 1991 (ein Portrait über Inge Morath)
- Regina Strassegger (Regie): Grenz.Räume – Inge Morath – Letzte Reise. Dokumentation, Österreich, 2003, 90 Min. Interview mit Regina Strassegger bei 3sat. (Stark autobiographisch; Kommentare im Film von Arthur Miller)

Die Filmemacherin Strassegger hat über Morath eine Filmdokumentation (Inge Moraths letzte Reise – in Deutsch, Englisch und Slowenisch) produziert. In dieser Dokumentation wird das Leben der Fotografin von den Wurzeln in Slowenien bis zu ihrem Tod dargestellt. Inge Morath verstarb während der Dreharbeiten.

## Auszeichnungen

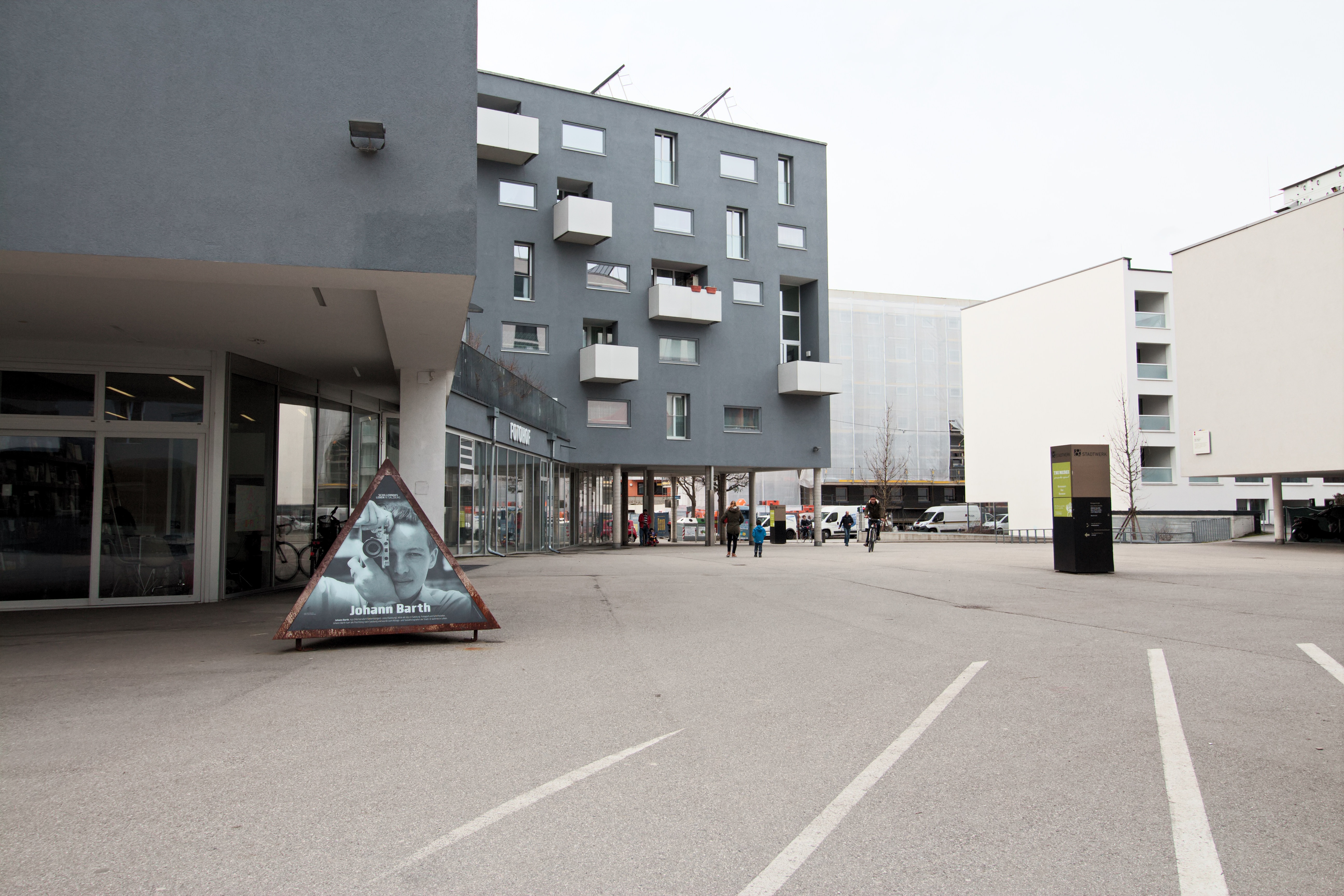
Salzburg - Lehen - Stadtwerk, der nach der österreichischen Fotografin benannte Inge-Morath-Platz

- Österreichischer Staatspreis für Fotografie 1991
- Ehrendoktor der University of Connecticut
- Ehrenmedaille der Bundeshauptstadt Wien in Gold

## Ehrungen
2010 wurde in Wien-Meidling (12. Bezirk) die Morathgasse nach der Fotografin benannt. Auch in ihrer Geburtsstadt Graz gibt es (vorgeschlagen im Jänner 2003, spätestens seit April 2012) im Stadtteil Andritz eine Inge-Morath-Straße. Im Salzburger Stadtteil Lehen gibt es seit 2011 einen Inge-Morath-Platz. Seit Februar 2012 ist dort der Fotohof ansässig, der seit Gründung Anfang der 1980er Jahre einige Publikationen und Ausstellungen mit Inge Morath machte.
Anlässlich ihres 100. Geburtstags eröffneten Ausstellungen in München (2022), Salzburg (2023) und Monschau (2023) und erschien eine Sondermarke der Österreichischen Post (24. Mai 2023).

## Inge-Morath-Preise
- Inge Morath Award: Ein Förderpreis für Fotografinnen unter 30 Jahren. Er wird seit ihrem Tod 2002 jährlich von Magnum Photos zu Ehren von Inge Morath vergeben.[15][16]
- Inge-Morath-Preis für Wissenschaftspublizistik des Landes Steiermark.[17]

## Sekundärliteratur
- 2023: Kurt Kaindl, Nach der Arbeit. Im Haus von Inge Morath. mit einem Text von Karl-Markus Gauß. Salzburg: FOTOHOF EDITION 2023, ISBN 978-3-903334-59-5